# إينغليز هرنانديز
إينغليز هرنانديز (بالإسبانية: Inglis Hernández)‏ هي لاعبة كرة قدم مكسيكية، ولدت في 17 سبتمبر 1990 في مازاتلان في المكسيك.